# Kai Schumann

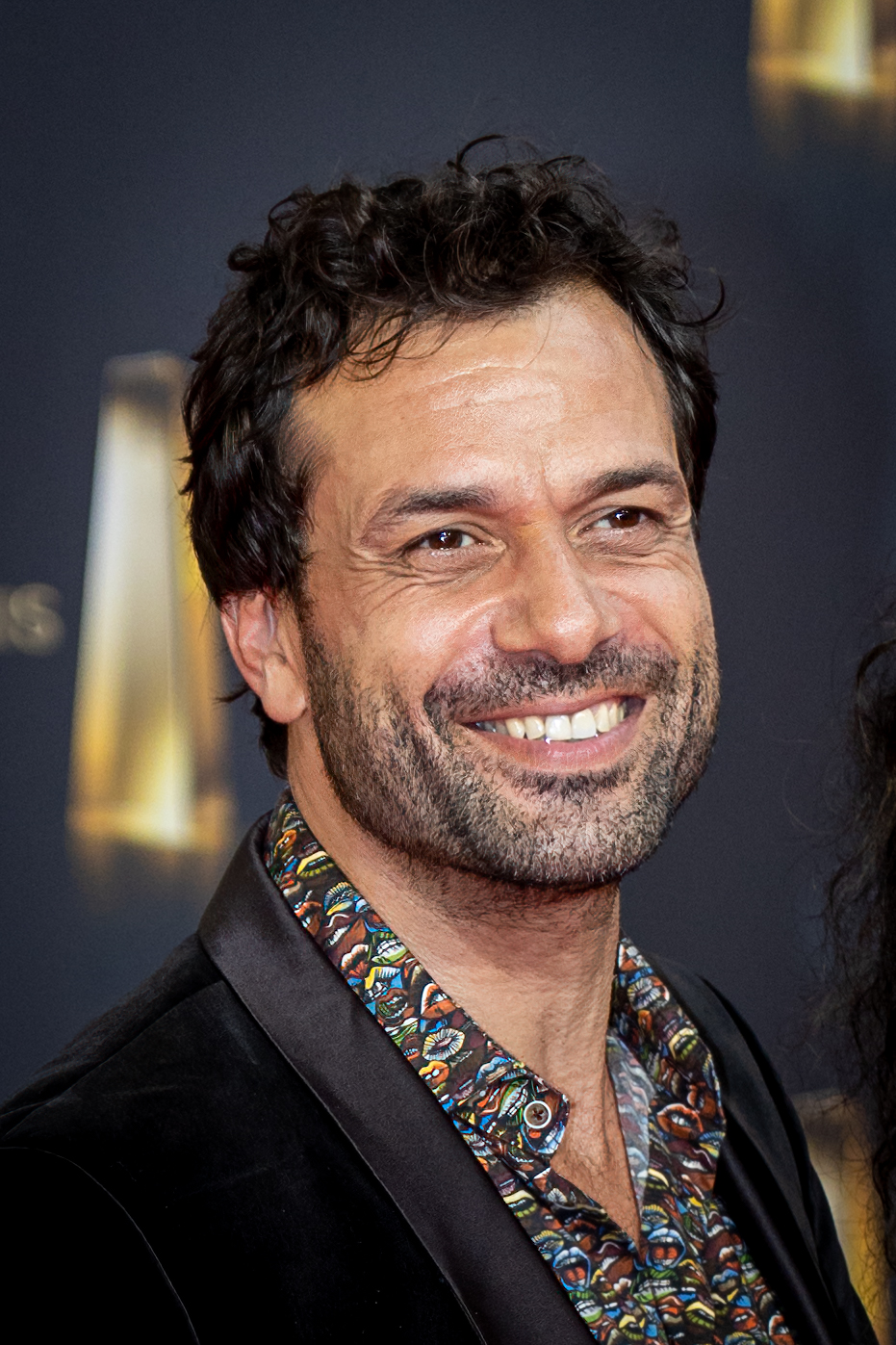
Kai Schumann (2022)

Kai Schumann (* 28. Juli 1976 in Dresden) ist ein deutscher Schauspieler. Er wurde mit Fernsehserien wie Doctor’s Diary und Heldt bekannt.

## Leben
Kai Schumann wurde 1976 in Dresden geboren. Seine Mutter war DDR-Bürgerin. Sein Vater, den Schumann nie kennengelernt hat, stammt aus Syrien und war in der DDR Student. Seine Kindheit verbrachte Schumann in Zwoschwitz in der Nähe von Plauen im Vogtland. Er besuchte zunächst die Salzmannschule in Schnepfenthal in Thüringen, später das Adolph-Diesterweg-Gymnasium in Plauen. An der Salzmannschule, wo er auf Anregung seiner Deutschlehrerin in der Theater-AG der Schule mitwirkte, machte er auch seine ersten Erfahrungen als Schauspieler. Im Alter von 15 Jahren wirkte er in der Rolle des Dorfrichters Adam in Der zerbrochne Krug als jüngster Darsteller in einer Schulaufführung im Ekhof-Theater in Gotha mit.
Das Abitur machte Schumann an einer Internatsschule in Thüringen und studierte danach von 1995 bis 1997 an der Hochschule für Schauspielkunst „Ernst Busch“ Berlin. Zu den Mitstudenten seines Jahrgangs gehörten Nina Hoss, Fritzi Haberlandt, Devid Striesow und Mark Waschke. Danach ging er von 1997 bis 1999 mit Robert Wilsons Saints and Singing auf Europatournee. In den Spielzeiten 1999/2000 und 2000/01 war er am Landestheater Tübingen engagiert. Von 2001 bis 2005 war er Ensemblemitglied am Staatstheater Stuttgart, wo er unter anderem mit Volker Lösch, Stephan Kimmig, Hans Neuenfels und René Pollesch arbeitete. Von 2005 bis 2007 war er im Ensemble des Deutschen Schauspielhauses in Hamburg.
Seine erste Filmrolle erhielt er 1999 von Rosa von Praunheim für den Film Der Einstein des Sex. Seinen Durchbruch als Fernsehschauspieler schaffte er 2008 mit der Serie Doctor’s Diary, in der er in der Rolle des Oberarztes und erfolgreichen Gynäkologen Dr. Mehdi Kaan zu sehen war. Von 2009 bis 2013 verkörperte er im Leipziger Tatort durchgehend die Rolle des Rechtsmediziners Dr. Johannes Reichau. Im ZDF war Schumann mehrfach mit Hauptrollen in Fernsehfilmen zu sehen.
In dem Fernsehfilm Emilie Richards – Sehnsucht nach Sandy Bay (2011) spielte er den Arzt Dr. Sam Long. In der ZDF-Fernsehreihe Kreuzfahrt ins Glück übernahm er 2012 die Rolle des jungen, noch mit einer anderen Frau verheirateten Bräutigams Lukas Berger. Das ZDF besetzte Schumann auch in dem Afrika-Drama Die Löwin (2012), wo er die Rolle des südafrikanischen Löwenpflegers Daniel, einen Jugendfreund der weiblichen Hauptfigur, spielte. Von 2013 bis 2021 war er in der ZDF-Fernsehserie Heldt als Kriminaloberkommissar Nikolas Heldt, der in Zusammenarbeit mit Janine Kunze als Staatsanwältin in Bochum ermittelt, zu sehen.
Im Rahmen der vom MDR produzierten 19. Staffel der Dokumentationsreihe Geschichte Mitteldeutschlands verkörperte Schumann die Hauptfigur in der im August 2017 erstausgestrahlten Folge Karl Marx – Staatsfeind Nr. 1. Schumann spielte eine Hauptrolle in dem Dokudrama Rex Gildo – Der letzte Tanz (2022) von Rosa von Praunheim.
Schumann betreibt Fechten, Judo, Karate und spielt Tuba. Er ist Vater eines Sohnes. Er lebte nach der Trennung von seiner Frau im Jahre 2010 einige Zeit in Berlin. Bis 2013 war er mit Susan Hoecke liiert. Schumann ist Mitglied im Bundesverband Schauspiel und wohnt in Köln.

## Filmografie (Auswahl)
- 1999: Der Einstein des Sex
- 2001: Toter Mann (Fernsehfilm)
- 2004: Dornröschens leiser Tod (Fernsehfilm)
- 2005: SOKO Wismar: Blütenträume (Fernsehserie, Folge 2x13)
- 2005 / 2010: Küstenwache (Fernsehserie, zwei Folgen)
- 2007: Elvis und der Kommissar: Todesursache Eigentor (Fernsehserie, Folge 1x03)
- 2007: SOKO Köln: Die Braut trägt rot (Fernsehserie, Folge 4x13)
- 2008: In aller Freundschaft: Die richtige Intuition (Fernsehserie, Folge 11x11)
- 2008: Türkisch für Anfänger: Die, nach der Menopause ist (Fernsehserie, Folge 3x16)
- 2008–2011: Doctor’s Diary (Fernsehserie, 22 Folgen)
- 2009: Liebe macht sexy (Fernsehfilm)
- 2009–2013: Tatort (Fernsehreihe)
  - 2009: Mauerblümchen
  - 2009: Falsches Leben
  - 2010: Heimwärts
  - 2010: Absturz
  - 2010: Schön ist anders
  - 2010: Rendezvous mit dem Tod
  - 2012: Todesbilder
  - 2013: Schwarzer Afghane
  - 2013: Die Wahrheit stirbt zuerst
- 2010: Küss Dich Reich (Fernsehfilm)
- 2010: Klimawechsel (Fernsehserie, 5 Folgen)
- 2010: SOKO München: Tod eines Hochzeitsplaners (Fernsehserie, Folge 36x02)
- 2010: Lasko – Die Faust Gottes: Clarissas Hochzeit (Fernsehserie, Folge 2x05)
- 2011: Emilie Richards – Sehnsucht nach Sandy Bay (Fernsehreihe)
- 2011: Geister all inclusive (Fernsehfilm)
- 2011: Der Bergdoktor: Verdachtsmomente (Fernsehserie, Folge 4x04)
- 2011: Utta Danella – Wachgeküsst (Fernsehreihe)
- 2011: Flaschendrehen (Fernsehfilm)
- 2011: Nach der Hochzeit bin ich weg! (Fernsehfilm)
- 2012: Kreuzfahrt ins Glück – Hochzeitsreise nach Australien (Fernsehreihe)
- 2012: Die Löwin (Fernsehfilm)
- 2012: Alarm für Cobra 11: Überschall (Fernsehserie, Folge 31x01)
- 2012–2015: Jana und der Buschpilot (Fernsehreihe)
- 2013: Der Minister (Fernsehfilm)
- 2013: Am Ende der Lüge (Fernsehfilm)
- 2013: Ricky – normal war gestern
- 2013–2021: Heldt (Fernsehserie)
- 2015: Verfehlung
- 2017: Geschichte Mitteldeutschlands: Karl Marx – Staatsfeind Nr. 1 (Fernsehserie, Folge 19x02)
- 2018: Cecelia Ahern: Dich zu lieben (Fernsehreihe)
- 2018: Amokspiel (Fernsehfilm)
- 2019: SOKO Stuttgart (Fernsehserie, 6 Folgen)
- 2019:  Kroymann (Fernsehserie, Folge 1x08)
- 2019: Donna Leon – Stille Wasser (Fernsehreihe)
- 2020: Das Traumschiff – Kapstadt (Fernsehreihe)
- 2020: Sarah Kohr – Teufelsmoor (Fernsehreihe)
- 2021: Bettys Diagnose (Fernsehserie, 2 Folgen)
- 2021: Der Lehrer: Ey, zu viele Geldscheine geraucht oder was?! (Fernsehserie, Folge 9x11)
- 2021: Tonis Welt (Fernsehserie, 6 Folgen)
- 2021: Sankt Maik: Ein Wunder ist auch keine Lösung (Fernsehserie, Folge 3x7)
- 2021: Erzgebirgskrimi – Der letzte Bissen (Fernsehreihe)
- 2021: Die Sterntaler des Glücks (Fernsehfilm)
- 2022: Mord mit Aussicht (Fernsehserie)
- 2022: Rex Gildo – Der letzte Tanz
- 2022: Malibu – Camping für Anfänger (Fernsehreihe)
- 2022: Inga Lindström: Der Autor und ich (Fernsehreihe)
- 2022: Blutige Anfänger: Fußballgöttin (Fernsehserie, Folge 4x04)
- 2023: WaPo Bodensee: Die Falle (Fernsehserie, Folge 7x19)
- 2023: Ein Fall für zwei: Sondengänger (Fernsehserie, Folge 41x05)
- 2023: Die Heiland – Wir sind Anwalt: Kleine und große Fische (Fernsehserie, Folge 4x01)
- 2024: Mandat für Mai (Fernsehserie)
- 2025: Die Landarztpraxis (Fernsehserie)
- 2025: SOKO Leipzig: Pass auf dich auf (Fernsehserie, Folge 25x16)
- 2025: Marie fängt Feuer – Verschüttet (Fernsehreihe)

## Theaterrollen (Auswahl)
- Verbrechen und Strafe, Rolle: Raskolnikow, Staatstheater Stuttgart
- Die Verschwörung des Fiesco zu Genua, Rolle: Fiesco, Staatstheater Stuttgart
- Der Revisor, Rolle: Revisor, Staatstheater Stuttgart
- Romeo und Julia, Rolle: Romeo, Regie: Hasko Weber, Landestheater Tübingen